# Bandiera del Saskatchewan
La bandiera del Saskatchewan venne adottata il 22 settembre 1969. È divisa orizzontalmente in due parti uguali: quella superiore, di colore verde, simboleggia le foreste nel nord della Provincia, mentre quella inferiore, dorata, i campi di grano delle praterie meridionali.
Lo stemma è collocato superiormente a sinistra, mentre un giglio rosso (Lilium philadelphicum), il fiore simbolo della provincia, compare sulla destra della bandiera sovrapposto a entrambi i colori.
Lo stemma è formato a sua volta dal leone araldico rosso su campo d'oro a indicare il legame del Saskatchewan con il Regno Unito e da tre covoni di grano su campo verde che simboleggiano il maggior contributo della provincia al Canada e al mondo. Lo stemma fu assegnato per volontà del re Edoardo VII il 25 agosto 1906.
La bandiera venne scelta tramite un concorso in cui furono presentati 4.000 diversi disegni; l'autore è Antony Drake di Hodgeville.